# 上虞站
上虞站位于中国浙江省绍兴市上虞区曹娥街道，有萧甬铁路经过。车站为上海铁路局宁波车务段管辖的客货运车站，为二等站，客运办理普速及绍兴城际线列车的客运业务；货运理整车到发业务，辐射上虞区、嵊州市和新昌县。

## 历史
由于萧甬铁路被曹娥江阻断，不得不分两段建造，因此上虞城区历史上有两座火车站。其中位于曹娥江东边百官街道龙山前的百官站建于1913年，位于曹娥江西边曹娥街道的曹娥站建于1937年:146。
1984年12月，百官站扩建并更名上虞站，于1988年起作为上虞主要的客运站；曹娥站作为上虞货运站:146。1998年为配合萧甬铁路复线建设，在距曹娥站西边2公里处的亚厦大道上新建客站上虞站，于2001年启用。上虞新客站启用后，原东岸的百官站撤销，原址现为上虞文化广场；西岸的曹娥站撤销，改为上虞站货场和煤场。
2018年4月18日绍兴城际线开通，首发的S2102城际列车于6时30分离开上虞站，驶向绍兴站。
2025年7月运行图开始，一趟由CR200J1-C担当，由宁波开往杭州的C636次列车停靠本站。

## 车站结构
上虞站站房建于1998年，外立面以“梁祝化蝶”为设计意向。城铁候车大厅位于上虞火车站的一侧，有独立的城际列车候车室。

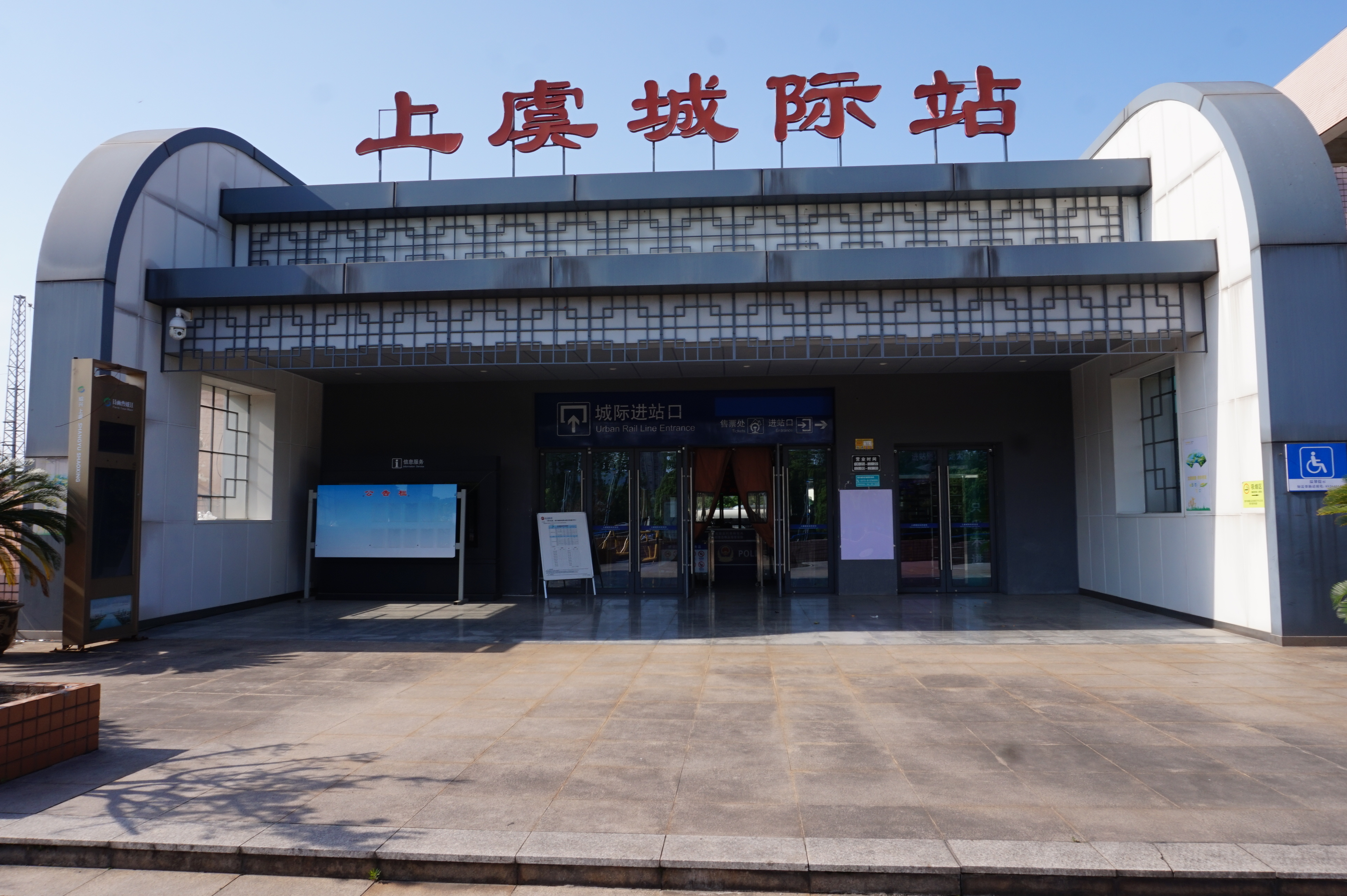
绍兴城际线入口
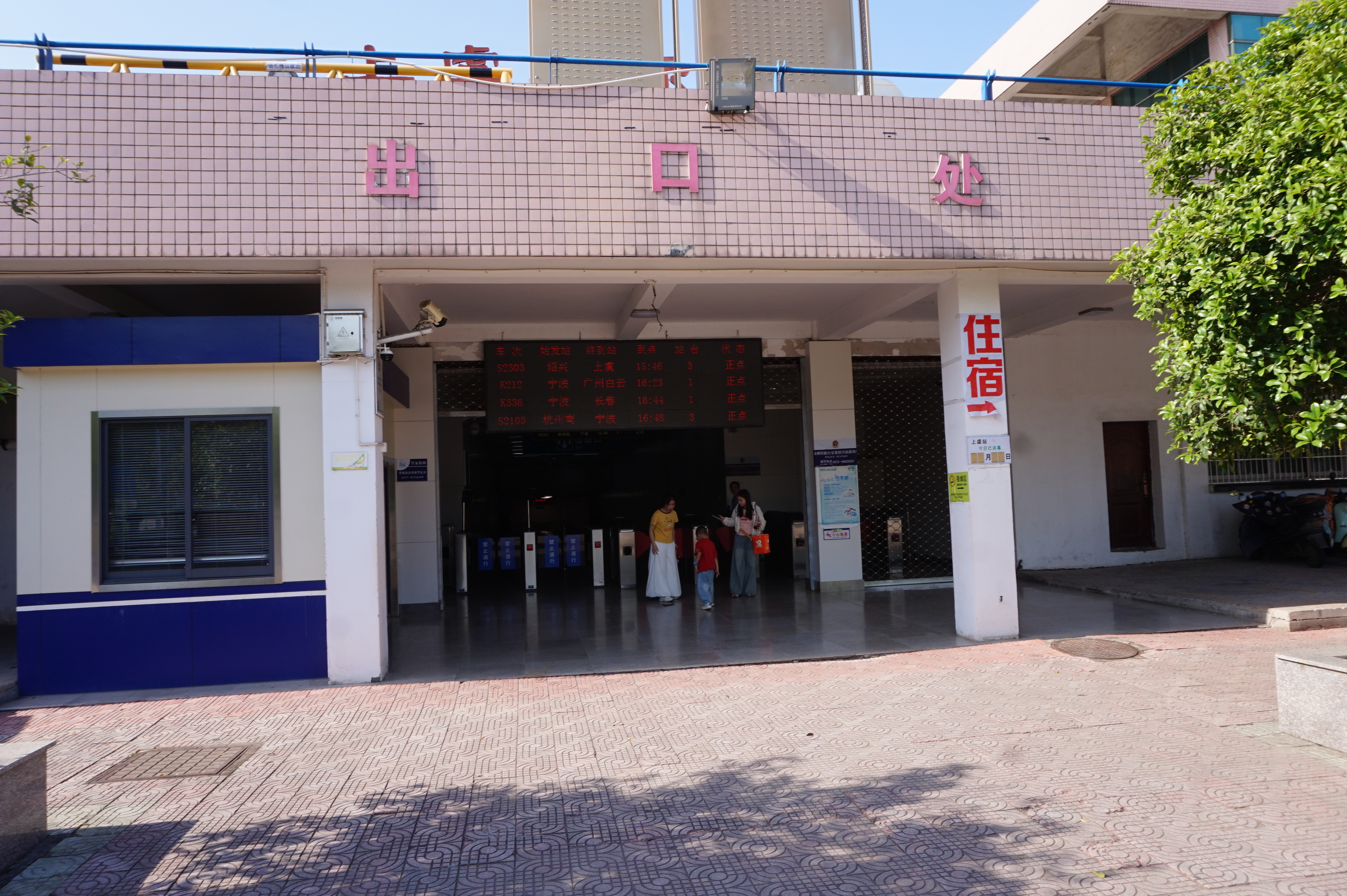
绍兴城际线和普速铁路共用一个出口

### 站场

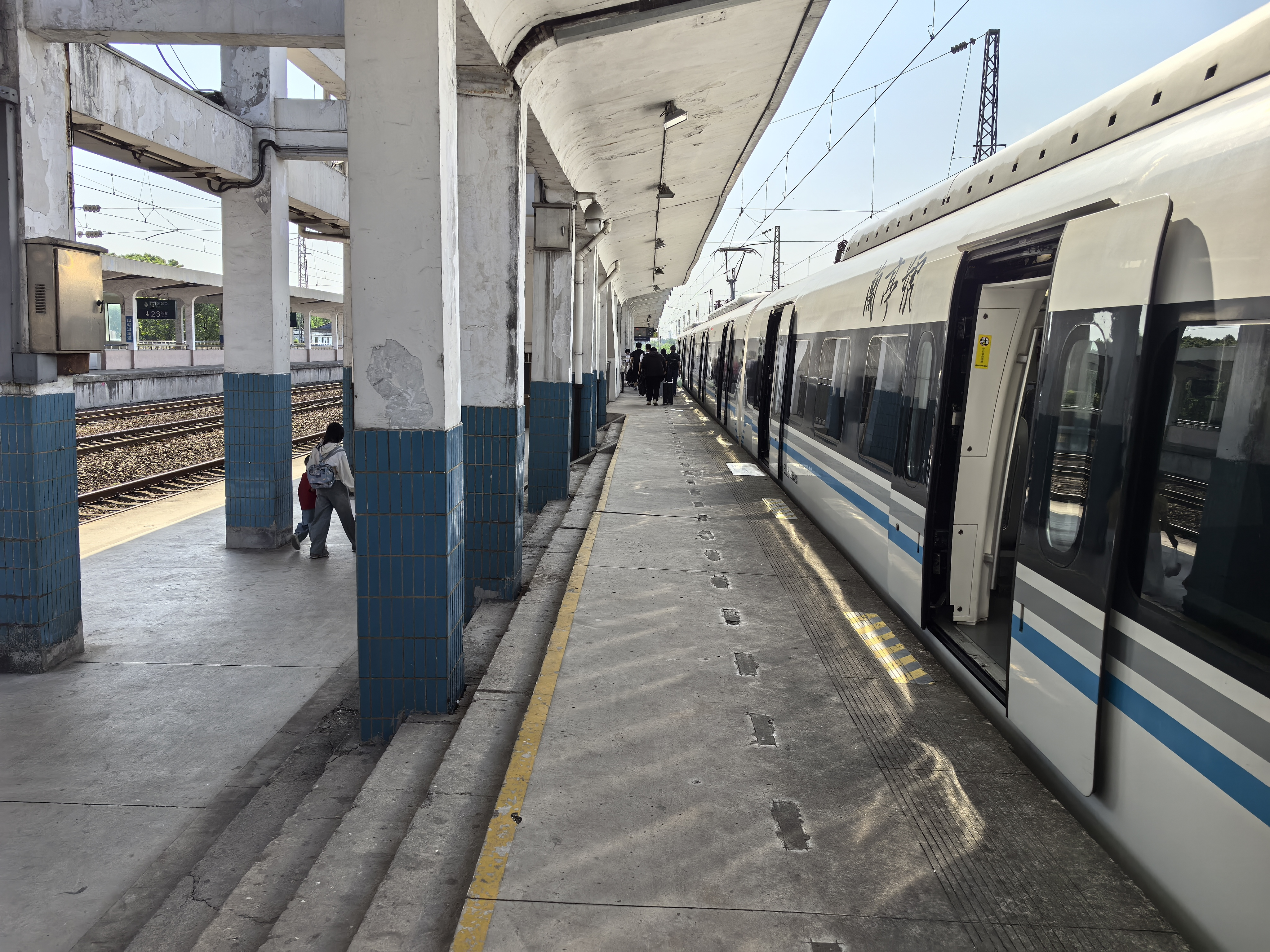
2号、3号站台，左侧为2号站台萧甬铁路下行列车（宁波方向）用普速站台，右侧为绍兴城际线专用站台。

上虞站设2条正线和3条到发线，基本站台和中间站台各1座。车站宁波端左侧为货场，内设4条货物线:401，并设有通往浙江绍兴石油分公司和龙盛集团的专用线。
|          | 车站货场                        |
| 侧线     | 萧甬铁路 货运列车               |
| 3站台    | 萧甬铁路 往宁波方向（余姚西站） |
| 岛式站台 |                                 |
| 2站台    | 萧甬铁路下行列车通过线          |
| 通过线   | 萧甬铁路上行列车通过线          |
| 1站台    | 萧甬铁路 往杭州南方向（皋埠站） |
| 侧式站台 |                                 |

## 接驳公交
| 上虞火车站（途径） | 上虞火车站（途径） | 上虞火车站（途径） | 上虞火车站（途径） | 上虞火车站（途径）                               |
| 编号               | 路线               | 路线               | 路线               | 备注                                             |
| ------------------ | ------------------ | ------------------ | ------------------ | ------------------------------------------------ |
| 206A               | 上虞东站           | ⇆                  | 上虞南站（高铁）   | 经大通商城、五里牌                               |
| 209                | 上虞东站           | ⇆                  | 东关               | 经金鱼湾、赵家大桥；原 上虞109                   |
| 232青春快线        | 上虞客运中心       | ⇆                  | 岭光嘉园（博学路） |                                                  |
| 601                | 上虞东站           | ⇆                  | 肖金车站           | 原 上虞601–1                                     |
| 602                | 上虞东站           | ⇆                  | 称海               | 经五里牌；原 上虞602–1                           |
| 603                | 上虞东站           | ⇆                  | 广陵村口           | 原 上虞603                                       |
| 618A               | 上虞东站           | ⇆                  | 长塘公交站         | 经人民大道舜杰路口、新舍                         |
| 618                | 上虞东站           | ⇆                  | 上虞南站（高铁）   | 经舜江西路五星东路口、庙下（新三线）；原 上虞618 |

| 上虞火车站（首末站） | 上虞火车站（首末站） | 上虞火车站（首末站） | 上虞火车站（首末站） | 上虞火车站（首末站） |
| 编号                 | 路线                 | 路线                 | 路线                 | 备注                 |
| -------------------- | -------------------- | -------------------- | -------------------- | -------------------- |
| 7                    | 上虞火车站           | →                    | 香樟园               |                      |
| 7                    | 上虞火车站           | ←                    | 皋埠枢纽站           |                      |
| 快7                  | 上虞火车站           | ⇆                    | 火车站               | 原 7A                |
| 206                  | 上虞东站             | ⇆                    | 上虞火车站           | 原 上虞106           |
| 216                  | 绍兴东站（高铁）     | ⇆                    | 上虞火车站           | 原 上虞116           |
| 217                  | 上虞火车站           | ⇆                    | 城东工业区           |                      |
| 231                  | 上虞火车站           | ⇆                    | 沥泗村               | 原 上虞131           |